# 洪範図
洪 範図（こう はんず、ホン・ボムド、1868年8月27日 - 1943年10月25日）は朝鮮の独立活動家。本貫は南陽洪氏。

## 生涯
- 1868年 - 平安北道慈城郡に生まれ、幼時に両親を亡くす。
- 1887年 - 黄海道の製紙工場で働く。
- 1890年 - 賃金で雇用主と揉め、仕事を離れて金剛山の神渓寺に入る。
- 1907年9月3日 - 統監府の後押しで公布された「銃砲及火薬類団束法」により猟師生活ができなくなり、甲山郡で義兵に身を投じた。その後三水郡・甲山郡などを転戦。[2]
- 1910年 - 日韓併合後に満州に亡命。
- 1913年 - ウラジオストクに移住。
- 1919年 - 間島国民会の大韓独立軍を率い、朝鮮領内を襲撃。
- 1920年
  - 6月 - 鳳梧洞戦闘を指揮。
  - 10月 - 青山里戦闘を指揮。後に独立軍の統合を行い大韓独立軍団を組織し、金佐鎮と共に副総裁。
- 1921年
  - 6月 - ロシアによる解散命令を契機に内紛し組織は壊滅（自由市惨変）、大韓独立軍は赤軍に吸収されイルクーツクに移動。
  - 11月 - 抗日ゲリラ代表としてレーニンと会う。
- 1922年 - モスクワで被圧迫民族大会に出席。
- 1923年 - 沿海州以南地域のコルホーズで活動。
- 1927年 - 全連邦共産党に入党。
- 1929年 - 年金生活。
- 1937年 - ヨシフ・スターリンによる朝鮮人強制移住政策によりカザフスタンに移住。
- 1943年10月25日 - カザフスタン・クジルオルダにて没、齢76。

## 死後
1962年10月25日、朴正煕政権が建国勲章大韓民国章を追贈。1998年10月には国家報勲処が選ぶ『今月の独立活動家』に選ばれた。
2021年8月15日に遺骨がカザフスタンから韓国に移され、2日間の国民追悼期間が設けられた後、8月18日の光復節に合わせて国立墓地である国立大田顕忠院に埋葬された。
2018年には三一節に合わせて胸像が作られ陸軍士官学校の忠武館（生徒学習館）に設置されたほか、同年には陸軍士官学校の名誉卒業証書を追贈された。しかし2023年8月31日、陸軍士官学校内にあった胸像を外部に移転することが決定された。かつてソ連の共産主義勢力と手を結んだだけでなく、ソ連共産党に入党したという経歴が問題視され、北朝鮮と戦う人材を育成する士官学校にはふさわしくないとの指摘を受けての措置だが、士官学校同窓会が移転方針を支持する一方、そもそも当時はソ連が植民地支配を受けている弱小勢力を支援していた時代であり、また共産党に入党したのは年金を受けるためだったとも指摘されており、これらの経歴を理由に移転させることは不適切との意見もある。